# Spiaggia di Catona
Spiaggia di Catona este o arie protejată (arie specială de conservare — SAC, sit de importanță comunitară — SCI) din Italia întinsă pe o suprafață de 6,96 ha, integral pe uscat.

## Localizare
Centrul sitului Spiaggia di Catona este situat la coordonatele 38°11′09″N 15°38′07″E / 38.18589°N 15.635254°E.

## Înființare
Situl Spiaggia di Catona a fost declarat sit de importanță comunitară în septembrie 1995 pentru a proteja un număr necunoscut de specii din flora spontană și fauna sălbatică aflate în arealul zonei. Situl a fost protejat și ca arie specială de conservare în iunie 2017.

## Biodiversitate
Situată în ecoregiunea mediteraneană, aria protejată conține 4 habitate naturale: Dune de pe litoral fixate cu Crucianellion maritimae, Dune mobile cu vegetație embrionară, Vegetație anuală la limita mareei, Dune cu vegetație ierboasă Malcolmietalia.
La baza desemnării sitului se află un număr nedeclarat de specii protejate.
Pe lângă speciile protejate, pe teritoriul sitului au mai fost identificate 4 specii de plante, 1 specie de amfibieni.